# Plateoplia
Plateoplia là một chi bướm đêm thuộc họ Geometridae.